# Мартін Скорсезе

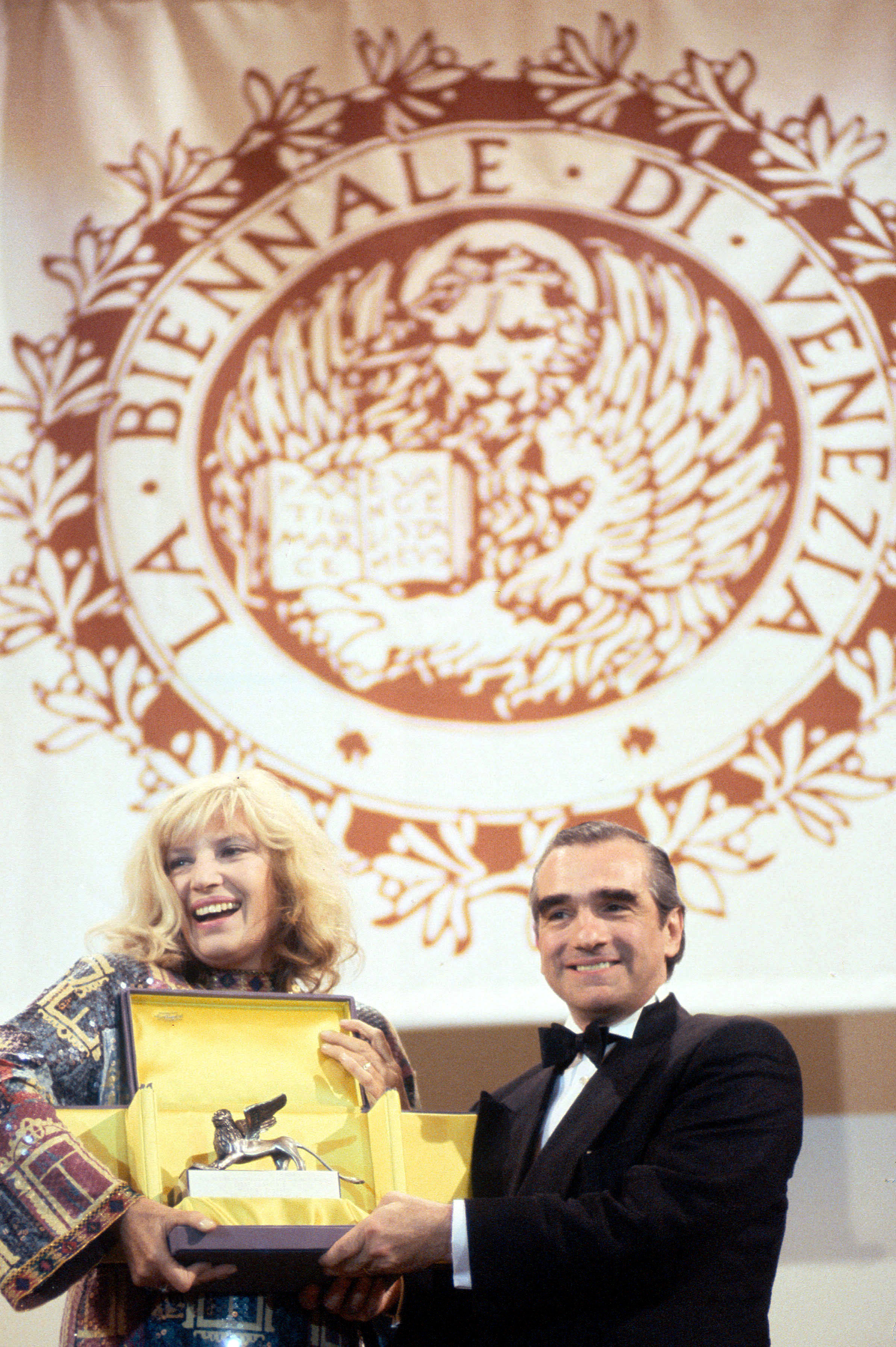
Мартін Скорсезе і Моніка Вітті (1995)

Ма́ртін Скорсе́зе (англ. Martin Charles Scorsese, повне ім'я Мартін Маркантоніо Лучано Скорсезе (англ. Martin Marcantonio Luciano Scorsese), 17 листопада 1942) — американський кінорежисер, сценарист, продюсер та історик кіно, знаний також під зменшувальним ім'ям Марті.
Він є засновником «Світового фонду кіно» та лауреатом премії Американського інституту кіномистецтва за внесок у кінематограф. Скорсезе є також лауреатом численних премій, серед яких «Оскар», «Золотий глобус», БАФТА та премія Гільдії кінорежисерів Америки.
Серед найзначніших його робіт «Таксист», «Шалений бик», «Славетні хлопці», в яких він працював із Робертом Де Ніро. Скорсезе здобув премію «Оскар» в категорії найкращому режисеру за фільм «Відступники».

## Біографія
Мартін Скорсезе народився у нью-йоркському районі Квінз (це було кримінальне місце). Його називали «Малою Італією», оскільки там жили вихідці з Сицилії. Його батьки  — Лучано Чарльз Скорсезе (англ. Luciano Charles Scorsese), прасувальник одягу та актор, мати  — Кетерін Скорсезе (англ. Catherine Scorsese), швачка та акторка, до шлюбу — Каппа (англ. Cappa) — були ревними католиками.
Мартін Скорсезе збирався стати священиком. Для того навіть вступив до духовної семінарії, проте він її покинув задля навчання у Нью-Йоркському університеті, де вивчав англійську мову, літературу та кінематографію.
З трьох років Мартін хворів на астму, через це він не міг з однолітками гратись на дворі, тому тижнями сидів вдома. Проте часто з батьками ходив до кінотеатрів, завдяки чому у нього розвинулась любов до кінематографа.

## Особисте життя
Скорсезе одружувався п'ять разів, чотири рази розлучався. Його першою дружиною була Ларейн Марі Бреннан (англ. Laraine Marie Brennan), у них є дочка Кетрін. У 1976 році Скорсезе одружився з письменницею Джулією Кемерон. У цьому шлюбі народилася друга дочка режисера — Доменіка Кемерон-Скорсезе (англ. Domenica Cameron-Scorsese), яка стала акторкою і знялася у фільмі батька «Епоха невинності». Однак шлюб тривав лише рік. Розлучення лягло в основу першого фільму Кемерон, чорної комедії God's Will, у якому також зіграла їхня дочка Доменіка.
З 1979 по 1983 рік Скорсезе був одружений з акторкою Ізабеллою Росселіні. Потім його дружиною в 1985 році стала продюсерка Барбара де Фіна (англ. Barbara De Fina), їхній шлюб закінчився розлученням в 1991 році. З 1999 року одружений з Гелен Морріс (англ. Helen Morris). У них є дочка Франческа, яка знялася у фільмах Скорсезе «Відступники» і «Авіатор».

## Підтримка України
5 грудня 2022 року в Нью-Йорку в Карнеґі-холі виголосив промову на урочистому концерті з нагоди 100-річчя виконання в цьому закладі твору Миколи Леонтовича «Щедрик», в якій підтримав боротьбу українського народу проти російського вторгнення.
2023 року записав відеозвернення до українців: «У цей момент ваш дух, сила вашого духу, наче світло. Це світло всього світу. І я молюся, щоб воно було досить яскравим, аби провести вас крізь цю темряву» — сказав він.

## Фільмографія
| 1959 | Везувій VI                                                    | Vesuvius VI                                                     | Так |     |     |     |                       | короткометражний    |
| 1963 | Що така симпатична дівчина як ти робить у такому місці як це? | What's a Nice Girl Like You Doing in a Place Like This?         | Так | Так |     |     |                       | короткометражний    |
| 1964 | Це не просто лише ти, Мюррей!                                 | It's Not Just You, Murray!                                      | Так | Так |     |     |                       | короткометражний    |
| 1967 | Конкретна стрижка                                             | The Big Shave                                                   | Так | Так | Так |     |                       | короткометражний    |
| 1967 | Хто стукає в мої двері?                                       | Who's That Knocking at My Door                                  | Так | Так |     | Так | Гангстер              |                     |
| 1970 | Вуличні сцени                                                 | Street Scenes                                                   | Так |     |     | Так | Інтерв'юер            | документальний      |
| 1972 | Берта на прізвисько Товарний вагон                            | Boxcar Bertha                                                   | Так |     |     | Так | Клієнт борделя        |                     |
| 1973 | Злі вулиці                                                    | Mean Streets                                                    | Так | Так | Так | Так | Джиммі Шорт           |                     |
| 1974 | Аліса тут більше не живе                                      | Alice Doesn't Live Here Anymore                                 | Так |     |     |     |                       |                     |
| 1974 | Італо-американець                                             | Italianamerican                                                 | Так |     |     | Так | Інтерв'юер            |                     |
| 1976 | Таксист                                                       | Taxi Driver                                                     | Так |     |     | Так | Пасажир таксі         |                     |
| 1977 | Нью-Йорк, Нью-Йорк                                            | New York, New York                                              | Так |     |     |     |                       |                     |
| 1978 | Американський хлопець                                         | American Boy: A Profile of: Steven Prince                       | Так |     |     | Так | Інтерв'юер            | документальний      |
| 1978 | Останній вальс                                                | The Last Waltz                                                  | Так |     |     | Так | Інтерв'юер            | документальний      |
| 1980 | Скажений бик                                                  | Raging Bull                                                     | Так |     |     | Так |                       |                     |
| 1983 | Анна Павлова                                                  | Анна Павлова                                                    |     |     |     | Так | Гатті-Кассаза         |                     |
| 1983 | Король комедії                                                | The King of Comedy                                              | Так |     |     | Так | Телевізійний директор |                     |
| 1985 | Після роботи                                                  | After Hours                                                     | Так |     |     | Так |                       |                     |
| 1985 | Дивовижні історії (епізод «Дзеркало, дзеркало»)               | Amazing Stories                                                 | Так |     |     |     |                       | телесеріал          |
| 1986 | Колір грошей                                                  | The Color of Money                                              | Так |     |     | Так |                       |                     |
| 1987 | Близько півночі                                               | Round Midnight                                                  |     |     |     | Так | Гудлі                 |                     |
| 1988 | Остання спокуса Христа                                        | The Last Temptation of Christ                                   | Так |     |     |     |                       |                     |
| 1989 | Нью-йоркські історії                                          | New York Stories                                                | Так |     |     | Так |                       |                     |
| 1990 | Кидали                                                        | The Grifters                                                    |     |     | Так | Так |                       |                     |
| 1990 | Славні хлопці                                                 | Goodfellas                                                      | Так | Так |     |     |                       |                     |
| 1990 | Сни                                                           | 夢/Dreams                                                       |     |     |     | Так | Вінсент Ван Гог       |                     |
| 1991 | Винен за підозрою                                             | Guilty By Suspicion                                             |     |     |     | Так | Джо Лессер            |                     |
| 1991 | Мис страху                                                    | Cape Fear                                                       | Так |     |     |     |                       |                     |
| 1993 | Скажений пес і Глорія                                         | Mad Dog and Glory                                               |     |     | Так |     |                       |                     |
| 1993 | Голий в Нью-Йорку                                             | Naked in New York                                               |     |     | Так |     |                       |                     |
| 1993 | Епоха невинності                                              | The Age of Innocence                                            | Так | Так |     | Так | Фотограф              |                     |
| 1994 | Телевікторина                                                 | Quiz Show                                                       |     |     |     | Так | Спонсор               |                     |
| 1995 | Історія американського кіно від Мартіна Скорсезе              | A Personal Journey with Martin Scorsese Through American Movies | Так | Так | Так | Так | Оповідач              | документальний      |
| 1995 | Казино                                                        | Casino                                                          | Так | Так |     |     |                       |                     |
| 1995 | Знайти та знищити                                             | Search and Destroy                                              |     |     | Так | Так | Бухгалтер             |                     |
| 1995 | Штовхачі                                                      | Clockers                                                        |     |     | Так |     |                       |                     |
| 1996 | Втіха мого серця                                              | Grace of My Heart                                               |     |     | Так |     |                       |                     |
| 1997 | Кундун                                                        | Kundun                                                          | Так |     |     |     |                       |                     |
| 1997 | Вдарений по голові                                            | Kicked in the Head                                              |     |     | Так |     |                       |                     |
| 1998 | З такими друзями як ці...                                     | With Friends Like These…                                        |     |     |     | Так |                       |                     |
| 1998 | Країна пагорбів та долин                                      | The Hi-Lo Country                                               |     |     | Так |     |                       |                     |
| 1999 | Воскрешаючи мерців                                            | Bringing Out the Dead                                           | Так |     |     | Так |                       |                     |
| 1999 | Моя подорож до Італії                                         | My Voyage to Italy                                              | Так | Так |     | Так | Ведучий               | документальний      |
| 1999 | Муза                                                          | The Muse                                                        |     |     |     | Так |                       |                     |
| 2000 | Ти можеш розраховувати на мене                                | You Can Count on Me                                             |     |     | Так |     |                       |                     |
| 2001 | Дощ                                                           | Rain                                                            |     |     | Так |     |                       |                     |
| 2002 | Дикі двійки                                                   | Deuces Wild                                                     |     |     | Так |     |                       |                     |
| 2002 | Банди Нью-Йорка                                               | Gangs of New York                                               | Так |     |     | Так |                       |                     |
| 2002 | Стримай свій ентузіазм                                        | Curb Your Enthusiasm                                            |     |     |     | Так |                       | телесеріал          |
| 2003 | Блюз                                                          | The Blues                                                       | Так |     | Так |     |                       | документальний      |
| 2004 | Авіатор                                                       | The Aviator                                                     | Так |     | Так |     |                       |                     |
| 2004 | Блискавка в пляшці                                            | Lightning in a Bottle                                           |     |     | Так |     |                       | документальний      |
| 2004 | Наречені                                                      | Νύφες (Nyfes)                                                   |     |     | Так |     |                       |                     |
| 2004 | Франкенштейн                                                  | Frankenstein                                                    |     |     | Так |     |                       |                     |
| 2004 | Теннер проти Теннера                                          | Tanner on Tanner                                                |     |     |     | Так |                       |                     |
| 2006 | Відступники                                                   | The Departed                                                    | Так |     | Так |     |                       |                     |
| 2008 | The Rolling Stones: Хай буде світло                           | Shine a Light                                                   | Так |     |     | Так |                       | документальний      |
| 2008 | Розкішне життя                                                | Lymelife                                                        |     |     | Так |     |                       |                     |
| 2009 | Молода Вікторія                                               | The Young Victoria                                              |     |     | Так |     |                       |                     |
| 2009 | Підпільна імперія                                             | Boardwalk Empire                                                | Так |     | Так |     |                       | телесеріал          |
| 2010 | Острів проклятих                                              | Shutter Island                                                  | Так |     | Так |     |                       |                     |
| 2011 | Джордж Гаррісон: Життя в матеріальному світі                  | George Harrison: Living in the Material World                   | Так |     | Так |     |                       | документальний      |
| 2011 | Хранитель часу                                                | Hugo                                                            | Так |     | Так |     |                       |                     |
| 2013 | Малавіта                                                      | The Family/Malavita                                             |     |     | Так |     |                       | виконавчий продюсер |
| 2013 | Вовк з Уолл-стріт                                             | The Wolf of Wall Street                                         | Так |     | Так |     |                       |                     |
| 2016 | Вініл                                                         | Vinyl                                                           | Так |     | Так |     |                       | телесеріал          |
| 2016 | Мовчання                                                      | Silence                                                         | Так |     | Так |     |                       |                     |
| 2017 | Війна струмів                                                 | The Current War                                                 |     |     | Так |     |                       | виконавчий продюсер |
| 2019 | Ірландець                                                     | The Irishman                                                    | Так |     | Так |     |                       |                     |
| 2023 | Вбивці місячної квітки                                        | Killers of the Flower Moon                                      | Так |     | Так |     |                       |                     |
| 2023 | Маестро                                                       | Maestro                                                         |     |     | Так |     |                       |                     |
|      | У руках Данте                                                 | In the Hand of Dante                                            |     |     | Так | Так |                       |                     |

## Нагороди
| Рік    | Фільм                                                                                              | Academy Award | Academy Award | Golden Globe | Golden Globe | BAFTA     | BAFTA    |
| Рік    | Фільм                                                                                              | Номінації     | Перемоги      | Номінації    | Перемоги     | Номінації | Перемоги |
| ------ | -------------------------------------------------------------------------------------------------- | ------------- | ------------- | ------------ | ------------ | --------- | -------- |
| 1974   | Аліса тут більше не живе (англ. Alice Doesn't Live Here Anymore)                                   | 3             | 1             | 2            | 0            | 7         | 4        |
| 1974   | Таксист (англ. Taxi Driver)                                                                        | 4             | 0             | 2            | 0            | 7         | 3        |
| 1977   | Нью-Йорк, Нью-Йорк (англ. New York, New York)                                                      | 0             | 0             | 4            | 0            | 2         | 0        |
| 1980   | Скажений бик (англ. Raging Bull)                                                                   | 8             | 2             | 7            | 1            | 4         | 2        |
| 1983   | Король комедії (англ. The King of Comedy)                                                          | 0             | 0             | 0            | 0            | 5         | 1        |
| 1985   | Після роботи (англ. After Hours)                                                                   | 0             | 0             | 1            | 0            | 1         | 0        |
| 1986   | Колір грошей (англ. The Color of Money)                                                            | 4             | 1             | 2            | 0            | 0         | 0        |
| 1988   | Остання спокуса Христа (англ. The Last Temptation of Christ)                                       | 1             | 0             | 2            | 0            | 0         | 0        |
| 1990   | Славні хлопці (англ. Goodfellas)                                                                   | 6             | 1             | 5            | 0            | 7         | 5        |
| 1991   | Мис страху (англ. Cape Fear)                                                                       | 2             | 0             | 2            | 0            | 2         | 0        |
| 1993   | Епоха невинності (англ. The Age of Innocence)                                                      | 5             | 1             | 4            | 1            | 4         | 1        |
| 1995   | Казино (англ. Casino)                                                                              | 1             | 0             | 2            | 1            | 0         | 0        |
| 1997   | Кундун (англ. Kundun)                                                                              | 4             | 0             | 1            | 0            | 0         | 0        |
| 2002   | Банди Нью-Йорка (англ. Gangs of New York)                                                          | 10            | 0             | 5            | 2            | 12        | 1        |
| 2004   | Авіатор (англ. The Aviator)                                                                        | 11            | 5             | 6            | 3            | 14        | 4        |
| 2006   | Відступники (англ. The Departed)                                                                   | 5             | 4             | 6            | 1            | 6         | 0        |
| 2011   | Джордж Гаррісон: Життя в матеріальному світі (англ. George Harrison: Living in the Material World) | 0             | 0             | 0            | 0            | 1         | 0        |
| 2011   | Хранитель часу (англ. Hugo)                                                                        | 11            | 5             | 3            | 1            | 9         | 2        |
| 2013   | Вовк з Уолл-стріт (англ. The Wolf of Wall Street)                                                  | 5             | 0             | 2            | 1            | 4         | 2        |
| Всього | Всього                                                                                             | 80            | 20            | 56           | 11           | 85        | 25       |